# Freunde im Herzen Europas
Die Vereinigung Freunde im Herzen Europas ist ein Bündnis tschechischer und deutscher Gemeinden. 
Als Start der Unternehmung kann die im Jahr 2001 erfolgte Unterzeichnung eines Vertrages über die regionale länderübergreifende städtepartnerschaftliche Verbindungsgemeinschaft der Städte Aš, Rehau und Oelsnitz/Vogtl. betrachtet werden.
Die Vereinigung wurde am 11. Oktober 2002 in der westböhmischen Stadt Aš (deutsch: Asch) gegründet. Zum Zeitpunkt ihrer Gründung zählte sie 14 Mitglieder. Inzwischen gehören ihr 16 Kommunen an. 
Alle der Mikroregion angehörenden Orte befinden sich in der tschechischen Region Aš (im Deutschen gewöhnlich das Ascher Ländchen genannt), in Oberfranken und im Sächsischen Vogtland. Die Region Aš hat gemeinsame Grenzen mit den Freistaaten Bayern und Sachsen und ist (in der Wissenschaft umstritten) ein Teil des Vogtlands. Das Ascher Ländchen wurde jedenfalls eine Zeit lang wie die Orte im heute bayerischen, sächsischen und thüringischen Vogtland ebenfalls durch die Vögte von Plauen und Weida regiert. Somit ist die Mikroregion, genau genommen, eine Vereinigung vogtländischer Orte rund um das Dreiländereck Böhmen – Bayern (Franken) – Sachsen. 
Noch bis mehrere Jahre nach der Entstehung der Tschechoslowakei 1918 waren die Deutschböhmen in der Region Aš neben ganz wenigen dort lebenden Tschechen zahlenmäßig mit deutlichem Abstand die Mehrheit. Die Verschlechterung der Beziehungen zwischen Tschechen und Deutschen nach dem Ersten Weltkrieg kulminierte zunächst im Deutschnationalismus unter Führung der Sudetendeutschen Partei von Konrad Henlein. Seit der Zerschlagung der Tschechoslowakei durch die Nationalsozialisten im Jahr 1938, der anschließenden Schaffung des Reichsprotektorates Böhmen und Mähren und der Vertreibung der Deutschböhmen im Jahr 1945 aufgrund der Beneš-Dekrete blieben die deutsch-tschechischen Beziehungen bis 1989 ziemlich unterkühlt. Daran änderten auch offizielle Freundschaftsbekundungen zwischen der DDR und der ČSSR und später der ČSFR nichts. Seit dem Fall des Eisernen Vorhangs 1990 funktioniert die Zusammenarbeit aber schon wieder recht gut. Dazu Dalibor Blažek in einer Sendung von Radio Prag: „Asch versuchte nach der Wende, an die früheren Beziehungen anzuknüpfen. Derzeit arbeiten wir mit einer Reihe bayerischer und sächsischer Städte zusammen. Für die Zusammenarbeit suchen wir Unterstützung auf allen Seiten, sowohl moralische als auch finanzielle.“
Ziel der Vereinigung ist die weitere Annäherung zwischen Tschechen und Deutschen und die Ausräumung der aus der Geschichte, hier Deutsch-tschechische Beziehungen, resultierenden Irritationen. „Von der Vereinigung Freunde im Herzen Europas erhofft man sich in erster Linie eine Verbesserung der Kommunikationsstrukturen zwischen den einzelnen Institutionen. Der tatsächliche EU-Beitritt sollte dann, so Bürgermeister Blažek, für die Region nur noch eine formale Angelegenheit sein.“ (Radio Prag)
Inzwischen erfolgte nach dem Beitritt Tschechiens zur EU mit der Erweiterung des Geltungsbereichs des Schengener Abkommens eine weitere Normalisierung des Verhältnisses zwischen den beiden Ländern und eine wesentliche Vereinfachung der gemeinsamen Arbeit durch verbesserte Verkehrsverbindungen, wie die Reaktivierung des Grenzabschnittes auf der Strecke Eger–Oberkotzau zwischen Aš und Selb-Plößberg.
Schirmherr der Freunde im Herzen Europas ist der ehemalige Erweiterungs- und Industrie-Kommissar der Europäischen Union und Honorarprofessor an der Europa-Universität Viadrina in Frankfurt (Oder), Günter Verheugen, der auch den „Ehrenschutz“ (vulgo: die Schirmherrschaft) über die Gründungskonferenz übernommen hatte.

## Mitgliedsgemeinden
- Adorf (Sächsisches Vogtland), Freistaat Sachsen
- Aš/Asch (Böhmisches Vogtland), Tschechische Republik
- Bad Brambach (Sächsisches Vogtland), Freistaat Sachsen
- Bad Elster (Sächsisches Vogtland), Freistaat Sachsen
- Eichigt (Sächsisches Vogtland), Freistaat Sachsen
- Hazlov/Haslau (Böhmisches Vogtland), Tschechische Republik
- Hranice u Aše (im Eisenbahnwesen auch Hranice v Čechách genannt)/Roßbach (Böhmisches Vogtland), Tschechische Republik
- Krásná/Schönbach (Böhmisches Vogtland), Tschechische Republik
- Oelsnitz (Sächsisches Vogtland), Freistaat Sachsen
- Plesná/Fleißen (Böhmisches Vogtland), Tschechische Republik
- Podhradí u Aše/Neuberg (Böhmisches Vogtland), Tschechische Republik
- Regnitzlosau (Fränkisches Vogtland), Freistaat Bayern
- Rehau (Fränkisches Vogtland), Freistaat Bayern
- Schönwald, (Fränkisches Vogtland), Freistaat Bayern
- Selb (Fränkisches Vogtland), Freistaat Bayern
- Triebel (Sächsisches Vogtland), Freistaat Sachsen